# Woman's Christian Temperance Union
La Women's Christian Temperance Union (WCTU) (en français, Union chrétienne des femmes pour la tempérance) est une association féminine américaine de tempérance fondée en 1873.

## Présentation

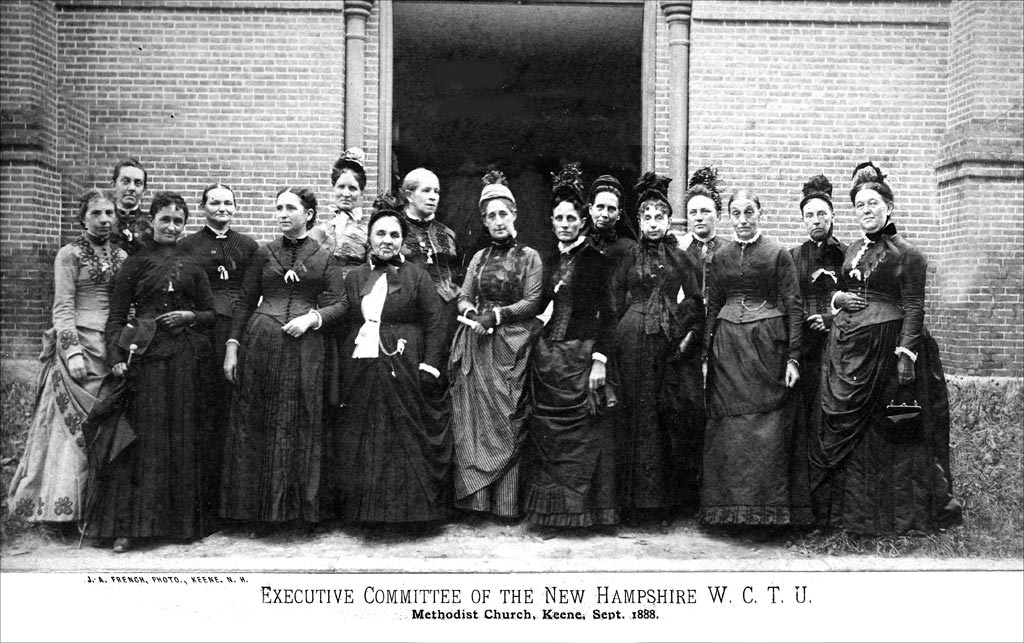
Comité exécutif de la section du New Hampshire de la WCTU (1888).

La Women's Christian Temperance Union est créée en 1873 dans l’État de l'Ohio. Dans un premier temps, cette association lutte contre l'alcoolisme en prônant l'abstinence de boissons alcoolisées. Pour ce faire, ses membres fondent des écoles du dimanche pour les jeunes afin que ce rejet de l'alcool s'ancre dès le plus jeune âge. De plus, elles nouent des accords avec les écoles pour intervenir dans les classes et y délivrer leur message. Le mouvement devient national en 1874 et s'internationalise très rapidement. Ainsi, en 1874, l'association crée un bureau dans la province de l'Ontario, au Canada. Ce mouvement ne se limite pas à la limitation de la consommation d'alcool, mais milite également pour la prohibition. La mise en place de celle-ci aux États-Unis en 1920 est une de ses grandes victoires, qu'il partage avec d'autres associations abolitionnistes. De plus, en tant que mouvement féminin, il réclame le droit de vote pour les femmes et l'abolition de la prostitution. Derrière toutes ces demandes se retrouve la volonté de protéger les femmes soumises à la violence des hommes. L'alcoolisme masculin étant vu comme un élément favorisant cette violence, la prohibition devient un moyen pour la limiter. En 1893, cette union participe à la création du Conseil international des femmes. L'association compte en 2015 500 000 membres répartis dans 72 pays.

## Membres notables
- Naomi Anderson (Chicago)
- Emma Curtiss Bascom
- Alice Stone Blackwell
- Minnie Rutherford Fuller (Arkansas)
- Frances Harper
- Elizabeth Harrison
- Emily Howland
- Maria Elise Turner Lauder
- Serena Lake (Australie)
- Mary McDowell (Chicago)
- Frances Munds (Arizona)
- Mary L. Page (Washington)
- Kate Sheppard
- Frances Willard